# 凧形
凧形（たこがた、英: kite）は、四角形の種類で、隣り合った2本の辺の長さが等しい組が2組ある図形である。菱形（ひし形）は4本の辺が全て等しい四角形であり、凧形の特殊な形である。「向かい合った」2本の辺（対辺）が2組とも等しい四角形は平行四辺形であり、凧形とは異種の図形である。

凧形（緑色の曲線はこの凧形の内接円）

凧形では対角線は直交し、異なる長さを持つ2辺によってつくられる2つの向かい合う角の大きさは互いに等しい。また凧形は2つの合同な三角形を同じ角を持つ頂点同士が重なるように並べたものである。ただしその場合は180°以上の内角があってはならない。
凧形は線対称な図形で対称軸は2つの内角を二等分しているほうの対角線である。しかし一般には点対称な図形ではない。
全ての凧形は円に外接する。つまり4本の内角の二等分線は一点で交わり、その点が内接円の中心である。

## 凧形の面積
凧形の面積Sを求めるには S = （対称軸を境に分けた三角形の面積）× 2 で求めてもよいが、以下の式
{\displaystyle S={\frac {AC\times BD}{2}}}
で計算する方法がよく知られている。ここで AC および BD はそれぞれ向かい合った頂点を結ぶ対角線の長さである。菱形は凧形の特殊なものなので、この公式は菱形の面積を求める場合にも使える。

## 凧形の面のみで構成された立体
- ねじれ双角錐
- 凧形二十四面体
- 凧形六十面体